# Okinawa Sumo

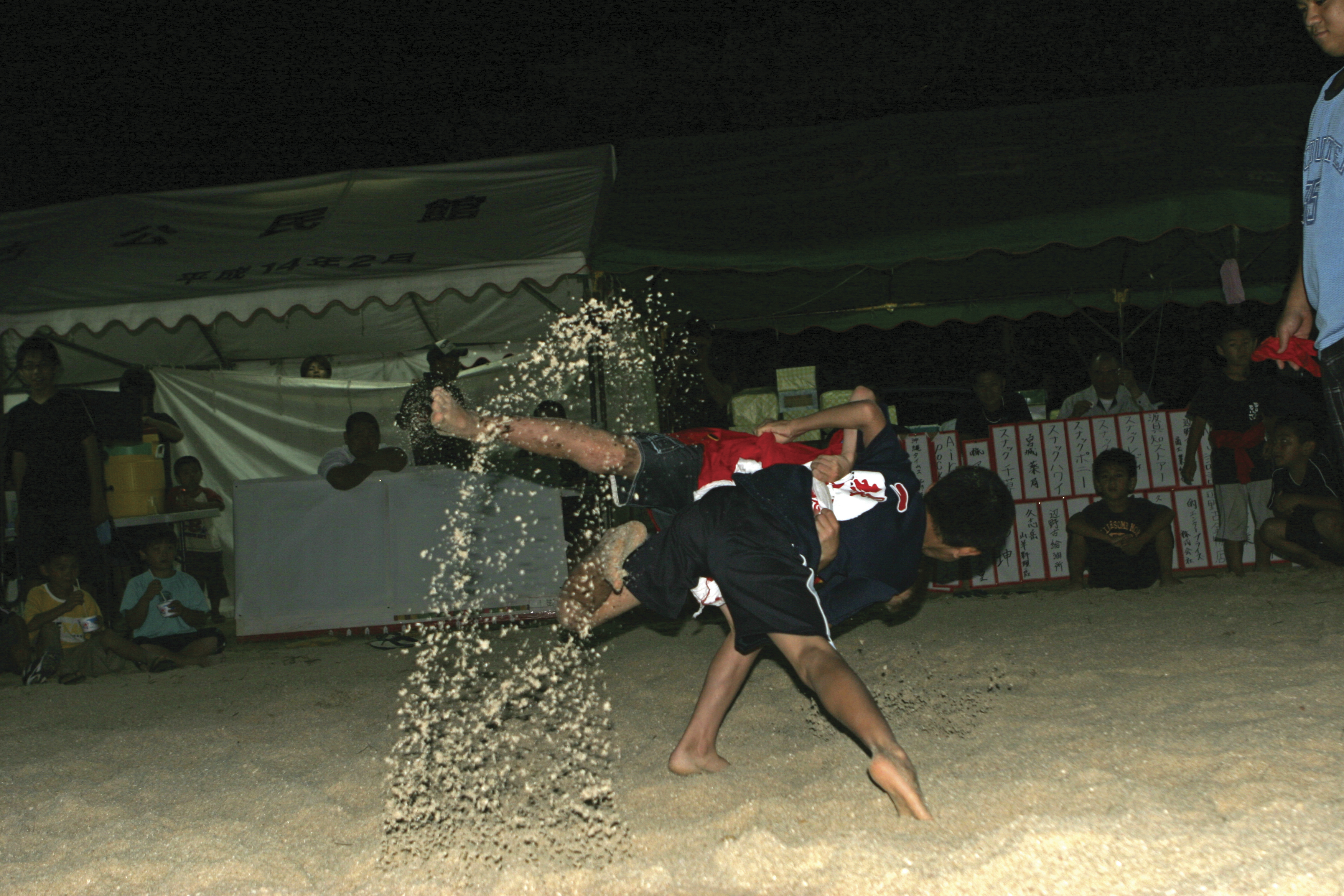
Okinawa Sumo

Okinawa Sumo (沖縄相撲) ou Shima Sumo (シマ相撲) é uma luta de arremessos indígena de Okinawa que tem leves semelhanças com o Sumo e o Judo japoneses. É um esporte não profissional praticado em festivais comunitários em Okinawa.

## Características
O Sumo de Okinawa, apesar do nome, tem pouca semelhança com o esporte nacional japonês Sumo. A regra para vencer uma disputa de Okinawa Sumo é colocar o oponente de costas no chão. A arena de luta é um círculo, como o Dohyo do Sumo, mas esta é feita de areia e não de terra batida. No Okinawa Sumo os lutadores usam um short comum e muitas vezes um casaco de Judo ou Karate atado por uma faixa de cor branca ou vermelha. Ambas as mãos dos competidores devem estar segurando o Mawashi (faixa) do oponente. Um juiz central é auxiliado por dois juizes que ficam sentados fora do círculo do combate, eles usam bandeirolas vermelhas (Aka) e brancas (Shiro) para decretar o vencedor da disputa.
O Sumo de Okinawa se difere do Sumo japones não só por suas regras e caracteristicas, mas também por se tratar de uma forma de luta indígena da ilha de Okinawa. Okinawa foi anteriormente o reino independente de Ryukyu e tinha uma língua (uchinaguchi) e cultura próprias antes de ser anexada ao Japão. O Okinawa Sumo também tem grande influência no desenvolvimento do Okinawa Karate e essas duas lutas indígenas de Okinawa tem suas histórias entrelaçadas.